# Адэр (округ, Кентукки)
Адэр (англ. Adair County) — округ в штате Кентукки, США. Официально образован в 1801 году. По состоянию на 2010 год, численность населения составляла 18 656 человек.

## География
По данным Бюро переписи США, общая площадь округа равняется 1 067,081 км2, из которых 1 048,951 км2 суша и 18,389 км2 или 1,700 % это водоёмы.

### Соседние округа
- Тейлор – север (EST)
- Кейси – северо-восток (EST)
- Расселл – восток
- Камберленд – юг
- Меткаф – юго-запад
- Грин – северо-запад

## Население
По данным переписи населения 2000 года в округе проживает 17 244 жителей в составе 6 747 домашних хозяйств и 4 803 семьи. Плотность населения составляет 16,00 человек на км2. На территории округа насчитывается 7 792 жилых строений, при плотности застройки около 7,30-ти строений на км2. Расовый состав населения: белые — 96,00 %, афроамериканцы — 2,55 %, коренные американцы (индейцы) — 0,22 %, азиаты — 0,26 %, гавайцы — 0,02 %, представители других рас — 0,19 %, представители двух или более рас — 0,76 %. Испаноязычные составляли 0,77 % населения независимо от расы.
В составе 31,50 % из общего числа домашних хозяйств проживают дети в возрасте до 18 лет, 57,60 % домашних хозяйств представляют собой супружеские пары проживающие вместе, 10,20 % домашних хозяйств представляют собой одиноких женщин без супруга, 28,80 % домашних хозяйств не имеют отношения к семьям, 26,20 % домашних хозяйств состоят из одного человека, 13,00 % домашних хозяйств состоят из престарелых (65 лет и старше), проживающих в одиночестве. Средний размер домашнего хозяйства составляет 2,44 человека, и средний размер семьи 2,93 человека.
Возрастной состав округа: 23,50 % моложе 18 лет, 10,70 % от 18 до 24, 27,70 % от 25 до 44, 23,40 % от 45 до 64 и 23,40 % от 65 и старше. Средний возраст жителя округа 37 лет. На каждые 100 женщин приходится 94,00 мужчин. На каждые 100 женщин старше 18 лет приходится 91,60 мужчин.
Средний доход на домохозяйство в округе составлял 24 055 USD, на семью — 29 779 USD. Среднестатистический заработок мужчины был 23 183 USD против 17 009 USD для женщины. Доход на душу населения составлял 14 931 USD. Около 18,20 % семей и 24,00 % общего населения находились ниже черты бедности, в том числе — 29,60 % молодёжи (тех, кому ещё не исполнилось 18 лет) и 21,70 % тех, кому было уже больше 65 лет.